# Made in L.A.
Made in L.A és una pel·lícula documental hispano-estatunidenca del 2007 escrita, dirigida i produïda per Almudena Carracedo Verde sobre la situació de les immigrants llatinoamericans a Los Angeles, una història sobre la immigració, el poder de la unitat, i el valor que es menester per trobar la teva pròpia veu.

## Sinopsi
Tres immigrants d'Amèrica llatina, Lupe Hernández, Maura Colorado i María Pineda treballen en tallers de roba a Los Angeles en situació d'indocumentades, amb salaris baixos i condicions laborals per dessota del que estableix la llei amb abusos constants. Amb el suport del Centro de Trabajadores de Costura, les tres s'embarquen en una odissea de tres anys per a obtenir proteccions laborals bàsiques i apoderament del detallista de roba Forever 21. És possible que el Congrés dels Estats Units no pugui decidir com processar els immigrants il·legals del país, però la pel·lícula entén que simplement són aquí, un component integral de l'economia. Més aviat, el documental tracta sobre la dignitat humana bàsica.

## Reconeixements
El documental fou exhibit per la cadena PBS com a part de la sèries de documentals Point of View. Va guanyar el premi Tiempo de Historia de la 52a Setmana Internacional de Cinema de Valladolid de 2007 Fou premiat també als 41ems Premis Emmy de Notícies i Documental per la cobertura continuada destacada d'una notícia - Forma llarga.